# Touraille
 (mai 2021).
Si vous disposez d'ouvrages ou d'articles de référence ou si vous connaissez des sites web de qualité traitant du thème abordé ici, merci de compléter l'article en donnant les références utiles à sa vérifiabilité et en les liant à la section « Notes et références ».

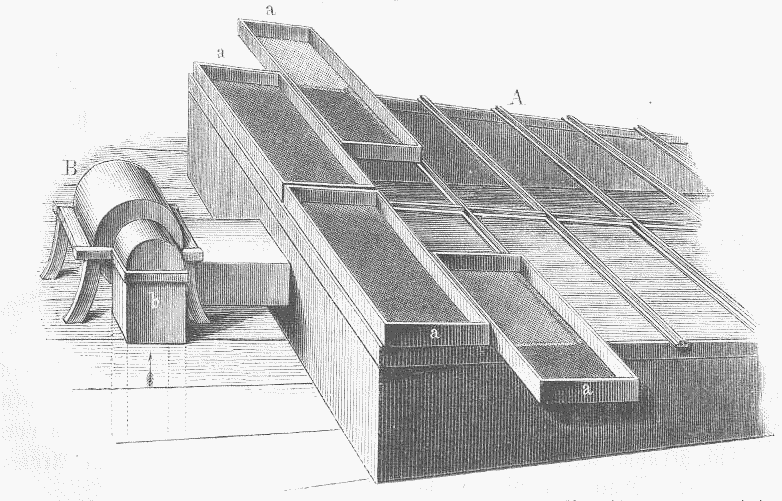
Touraille pour le houblon

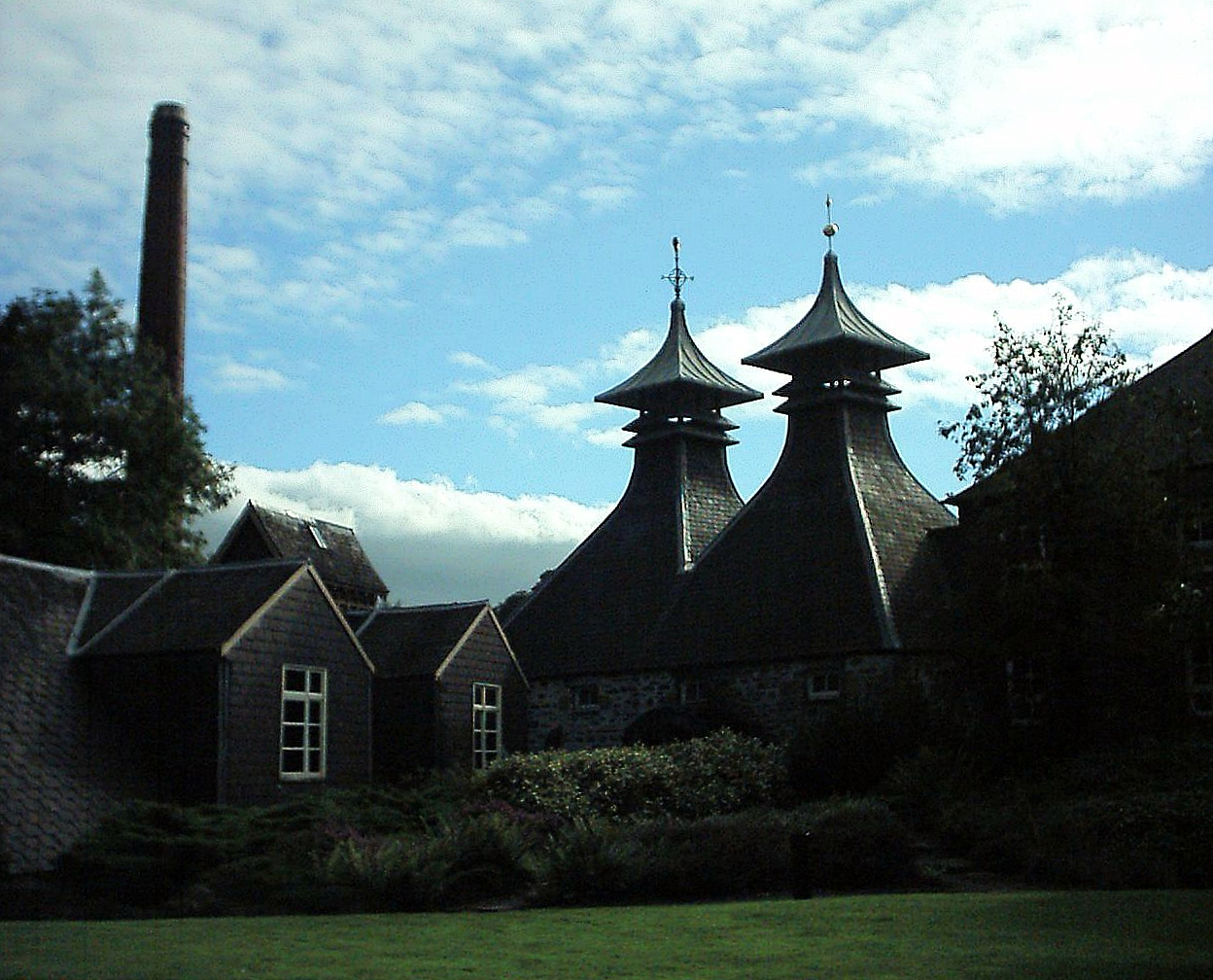
Kiln au toit en forme de pagode

Une touraille est un four servant à sécher des denrées ou des matériaux, comme le malt ou le houblon. Le terme anglais kiln 
est parfois utilisé dans le domaine du whisky. Il en existe diverses variétés selon le type de combustion, de matériaux ou de fabrication.
Au cours du maltage, après sa germination la céréale doit être asséchée.
C'est dans une touraille que ce processus a lieu.
La céréale est étalée sur un plancher à mi-hauteur. Un feu au rez-de-chaussée crée la chaleur qui évapore l'eau de la céréale à l'étage.
Le plancher est percé pour permettre à la chaleur de passer au travers ; bien souvent, on trouve une cheminée au-dessus pour laisser échapper la fumée.
Les kilns traditionnels d'Écosse ont une forme de pagode qui donne un style contrasté mais typique aux distilleries traditionnelles écossaises. Ils font partie du paysage écossais.
La céréale séchée est appelée malt et va passer dans le mash tun.